# 666
Cette page concerne l'année 666  du calendrier julien. Pour l'année 666 av. J.-C., voir 666 av. J.-C. Pour le nombre 666, voir 666 (nombre). Pour les autres significations, voir 666 (homonymie).
L'année 666 est une année commune qui commence un jeudi.

## Événements
- Le général arabe Oqba Ibn Nafi pénètre dans le Fezzan[1], puis revient sur ses pas et songe à conquérir la Berbérie[2].
- Raid musulman de pillage en Sicile byzantine[3].
- Fondation de l'abbaye de Chertsey, dans le Surrey (date approximative[4]).

## Décès en 666
- Regnobert, évêque de Bayeux[5].